# Elisabeth Heinemann

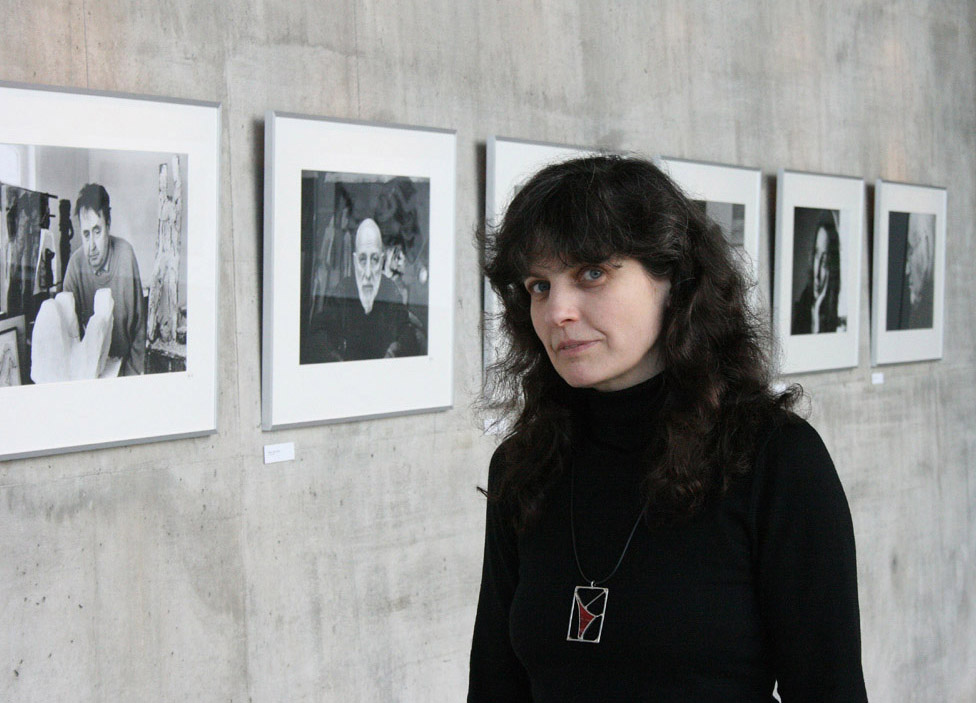
Elisabeth Heinemann im MDR-Landesfunkhaus Magdeburg anlässlich der Ausstellungseröffnung „außer gewöhnlich – Künstlerporträts von Elisabeth Heinemann“

Elisabeth Heinemann (* 31. Dezember 1958 in Zittau) ist eine deutsche Fotografin mit Wohnsitz in Magdeburg. Ihre Aufnahmen von Künstlern und Literaten wie Joan Baez, Günter Grass, Hanna Schygulla, Alfred Hrdlicka oder Bobby McFerrin aus dem Porträt-Projekt „außer gewöhnlich“ sind unter anderem in Zeitschriften und Anthologien veröffentlicht worden.

## Leben
Elisabeth Heinemann, Tochter des Grafikers Willy Jähnig und der Konzertpianistin Pia-Monika Nittke, wurde 1958 in Zittau geboren. Zunächst lebte die Familie in Meißen. Dort arbeitete ihr Vater – ein Meisterschüler von Prof. Emil Paul Börner – als Entwerfer und Zeichenlehrer an der Porzellanmanufaktur, später im DEFA-Studio für Trickfilme in Dresden. Ihre Mutter wurde 1963 als Pianistin und Solorepetitorin an das Magdeburger Theater berufen. Es folgte der Umzug in die heutige Landeshauptstadt von Sachsen-Anhalt. Hier verbrachte Elisabeth Heinemann ihre Schulzeit und legte das Abitur ab. Anschließend studierte sie Pädagogik (Kunst und Russisch) in Erfurt.
Seit 1993 beschäftigt sich Elisabeth Heinemann intensiv mit Fotografie. Sie ist mit dem Diplom-Ingenieur Wolfgang Heinemann verheiratet (Baugrundsachverständiger und Lehrbeauftragter an der Hochschule Magdeburg-Stendal). Das Paar hat zwei Söhne. Von Magdeburg aus arbeitet Elisabeth Heinemann seit 1996 als freischaffende Fotografin.

## Fotografie
Wesensbilder in Schwarz-Weiß – Elisabeth Heinemann porträtiert: Menschen, Städte, Landschaften. Ihre Aufnahmen sind elementare Ausschnitte und Ransprünge. Sie fokussieren Charakter-Details, die viel über das dahinter stehende Ganze und dessen Persönlichkeit erzählen. Dennoch bleiben diese Porträt-Bilder von einer optischen und akustischen Behutsamkeit geprägt. Stille und Konzentration entstehen nicht zuletzt durch die Schwarz-Weiß-Technik, mit der Elisabeth Heinemann fast ausschließlich arbeitet. „Ich bin der Meinung, dass Farbe ablenkt. Darum entscheide ich mich überwiegend für Schwarz-Weiß. Ich denke, dass man mit Schwarz-Weiß versuchen kann, das Wesentliche besser zu erfassen.“ Meist fotografiert Elisabeth Heinemann parallel mit zwei analogen Kameras, in die verschieden-lichtempfindliche Filme eingelegt sind. Zu ihren Vorbildern zählen zwei der großen französischen Fotografen: Jeanloup Sieff und Henri Cartier-Bresson.

## Projekt: „außer gewöhnlich – Künstlerporträts“

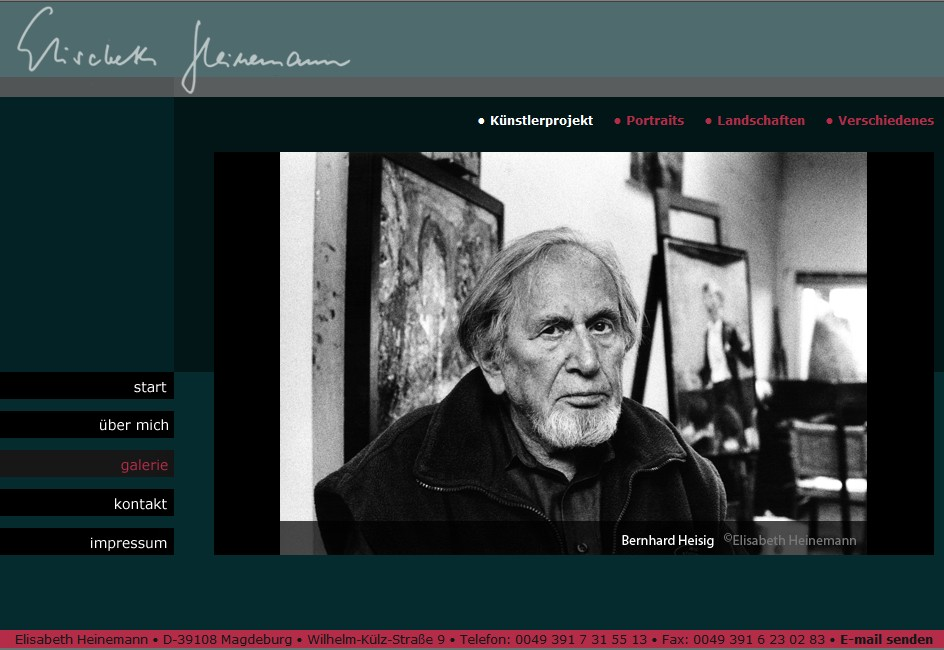
Bernhard Heisig – fotografiert für „außer gewöhnlich – Künstlerporträts“ (Website von Elisabeth Heinemann)

„außer gewöhnlich – Künstlerporträts“ nennt Elisabeth Heinemann ihr zentrales Wesensbilder-Projekt. Seit 2005 hat sie mehr als 90 Prominente aus Musik, Malerei, Literatur und Politik fotografiert. Darunter Zeruya Shalev, Christoph Hein, Reiner Kunze, Klaus Doldinger, Markus Lüpertz, Klaus Staeck, Reinhold Messner und Egon Bahr. Für die Aufnahmen wählt sie einen reduzierten Hintergrund oder einen Ort, der typisch für das Schaffen der Porträtierten ist. Dazu stellt Elisabeth Heinemann drei Fragen: Was ist für Sie Glück? Was erwarten Sie vom Leben? Wovon träumen Sie? Während die Befragten nachsinnen und -denken, entstehen die Porträts. Tatsächlich „außer gewöhnlich“, weil sie „zum Hinsehen zwingen“ und begegnen lassen. Elisabeth Heinemann „schafft in ihren Fotos die Distanz ab, die die Berühmtheit mit sich bringen könnte, und zeigt die Porträtierten von einer ganz persönlichen Seite“, schreibt der Journalist Martin Ganzkow (vgl. Literatur). Hellmuth Karasek, den Elisabeth Heinemann ebenfalls porträtiert hat, sagt anlässlich der Ausstellungseröffnung zu den Thüringer Kulturtagen Provinzschrei: „Wenn Sie sich die Bilder hier anschauen, erkennen Sie darin einen derartigen Ernst und auch eine sehr große Intimität zwischen der Künstlerin und ihrem Objekt. Ich fühle mich wohl in Ihren Bildern.“

## Ausstellungen
- seit 1994 Landschafts-, Porträt- und Aktausstellungen in Stadtbibliotheken, Galerien und Kirchen (beispielsweise in Magdeburg, Rostock, Schwerin, Halberstadt, Köln, Braunschweig, Strasbourg)
- 2002 Gesehen, nicht gehört – Porträts aus dem Musikleben – Kloster Unser Lieben Frauen Magdeburg (10/2002 – 2/2003)
- 2008 außer gewöhnlich – Künstlerporträts von Elisabeth Heinemann – Doppelausstellung im Forum Gestaltung und Landesfunkhaus des MDR in Magdeburg (3/2008 – 5/2008)
- 2009 außer gewöhnlich – Künstlerporträts von Elisabeth Heinemann – Galerie am Domplatz Halle (2/2009 – 3/2009)
- 2009–2012 Kunst trotz(t) Demenz – Beteiligung an der Wanderausstellung der Diakonie in Hessen und Nassau (seit 9/2009)
- 2009 außer gewöhnlich – Künstlerporträts von Elisabeth Heinemann – Thüringer Kulturtage Provinzschrei – Suhl (9/2009 – 10/2009)
- 2010 Der Dinge Stand – Beteiligung an der Ausstellung des BBK Sachsen-Anhalt – Magdeburg (5/2010 – 6/2010)
- 2010 außer gewöhnlich – Künstlerporträts von Elisabeth Heinemann – Glashaus Derneburg (10/2010)
- 2010 Die Feinheit des Sehens – Meisterzeichnungen von Willy Jähnig und Künstlerporträts von Elisabeth Heinemann – Haus Schulenburg Gera (12/2010 – 3/2011)
- 2011 Ich war, was du bist – Porträts alter Menschen – RuhrCongress Bochum (3/2011)
- 2012 Analoge Fotografie – Galerie Lichtbild Wiesbaden (5/2012 – 6/2012)

## Veröffentlichungen
- Titelbilder für die Literaturzeitschrift Ort der Augen (1999–2006)
- 1998 Die Gärten Sachsen-Anhalts – mit Harald Kreibich
- 1999 fotografische Gestaltung des Gedichtbandes Poetic Allegories, Pennsylvania, USA – mit Prof. Claude R. Foster, Lyrik, und Pia-Monika Nittke, Nachdichtung und Vertonung
- 2002 Kalender Von Frauen und Katzen mit Gedichten von Torsten Olle
- 2003 Lyrik-Foto-Band schon morgen ist alles anders – mit Dorothea Iser
- 2003 Fotografien für den Gedichtband Trügerische Ruhe von Pia-Monika Nittke
- 2004 Fotografien für die Anthologie Herz über Kopf
- 2005 Alte Liebe – mit Dorothea Iser und Marcus Waselewski
- 2005 Lebenswege Magdeburger Frauen in Porträts und Texten
- 2006 Fotografien für den Gedichtband Zwölf Monde von Pia-Monika Nittke
- 2009 Fotografien für den Gedichtband Zwischentöne von Pia-Monika Nittke
- 2010 Fotografien für das Buchprojekt Die Facetten des Alter(n)s von Prof. Gerd K. Schneider
- 2013 gemeinsam mit Pia-Monika Nittke Herausgabe des Buches Willy Jähnig – Meißner Ansichten – Meisterzeichnungen aus den 1950er Jahren mit einem Nachwort von Günter Kunert

## Presse/Literatur
- Norbert Pohlmann: außer gewöhnlich. Elisabeth Heinemanns Künstlerporträts – Ort der Augen 3/2008
- Heike Bade: Elisabeth Heinemann am 12. März 2008 in Sachsen-Anhalt heute, dem Abend-Magazin im Fernsehen des MDR[4]
- Liane Bornholdt: Lebensmomente in Schwarz-Weiß. Elisabeth Heinemann zeigt Künstlerporträts – Volksstimme vom 14. März 2008
- Martin Ganzkow: Festgehaltene Augenblicke – Hildesheimer Allgemeine Zeitung vom 16. Oktober 2010
- Die Feinheit des Sehens. Haus Schulenburg in Gera eröffnet neue Schau mit Fotografien und Zeichnungen – Ostthüringer Zeitung vom 17. Dezember 2010
- Jörg-Heiko Bruns: Ziel ist die Seele der Porträtierten – Volksstimme vom 21. Mai 2011